# Psychotria kirkii
Espèce
Synonymes
- Psychotria beniensis De Wild.[1]
- Psychotria ciliatocostata Cufod.[1]
- Psychotria hirtella Oliv.[1]
- Psychotria kassneri Bremek.[1]
- Psychotria maculata S.Moore[1]
- Psychotria nairobiensis Bremek.[1]
- Psychotria petroxenos K.Schum. & K.Krause[1]
- Psychotria rutshuruensis De Wild.[1]
- Psychotria subhirtella K.Schum.[1]
- Psychotria tarambassica Bremek.[1]
- Psychotria volkensii K.Schum.[1]
- Uragoga kirkii (Hiern) Kuntze[1]
- Uragoga mucronata (Hiern) Kuntze[1]

Psychotria kirkii est une espèce de plantes de la famille des Rubiaceae des forêts tropicales humides.

## Liste des variétés
Selon Tropicos (29 mars 2020) :
- Psychotria kirkii var. diversinodula Verdc.
- Psychotria kirkii var. hirtella (Oliv.) Verdc.
- Psychotria kirkii var. kirkii
- Psychotria kirkii var. mucronata (Hiern) Verdc.
- Psychotria kirkii var. nairobiensis (Bremek.) Verdc.
- Psychotria kirkii var. swynnertonii (Bremek.) Verdc.
- Psychotria kirkii var. tarambassica (Bremek.) Verdc.
- Psychotria kirkii var. volkensii (K. Schum.) Verdc.